# Яневский, Славко
Славко Яневский (макед. Славко Јаневски; 11 января 1920, Скопье — 20 января 2000, Скопье) — македонский писатель, поэт и прозаик, редактор, член Македонской АН (1967). Основоположник македонской детской литературы.

## Биография
Родился 11 января 1920 года в Скопье, где он завершил своё начальное образование, а затем окончил профессионально-техническую школу. С 1945 года был редактором газеты для детей «Пионер», а также редактором нескольких литературных журналов — «Титовче», «Литература и искусство», «Новый день» и «Современник», литературный журнал «Горизонт» и юмористический и сатирический журнал «Остен». В то же время он работал редактором в издательстве «Кочо Рацин», а также — «Наша книга» и «Македонска книга».
В 1946 году в Скопье, вместе с шестью другими писателями Славко Яневский создал Союз писателей Македонии. Некоторое время Яневский был президентом Союза. Он также был членом Македонской академии наук и искусств с момента ее создания в 1967 году.
В 1969—1972 было издано собрание сочинений Яневского в восьми томах.
В 2010 году в Скопье был открыт памятник писателю работы скульптора Томе Серафимовского.
Был агентом югославских секретных служб. Предоставлял информацию о писателях используя псевдоним Славян.

## Творчество
В поэтических сборниках Славко Яневского 1940—1950-х годов отразились события Второй мировой войны. В своей прозе он начинал с темы предвоенной Македонии и послевоенного переустройства деревни, а позже, в конце пятидесятых и в шестидесятых, в своих стихах и прозе он обращается к исторической тематике. Лауреат Государственной премии Антифашистского вече народного освобождения Югославии (1968).

### Сборники стихов
- Кровавое ожерелье (1945),
- Стихи (1948)
- Лирика (1951)
- Хлеб и камень (1957)
- Каинавелия (1968)

### Проза
- Улица (повесть, 1950)
- Село за семью ясенями (роман, 1952)
- Две Марии (роман, 1956)
- Упрямцы (роман, 1969)
- Конь большой как судьба. Рассказы; с македонского // Роман-газета. — № 21. — 1969.